# Палмейрас — Барра-Фунда
Багатосистемний термінал Палмейрас — Барра-Фунда (порт. Terminal Intermodal Palmeiras-Barra Funda) — транспортний термінал у місті Сан-Паулу, що об'єднує станцію Лінії 3 метро Сан-Паулу та станції поїздів CPTM і Socicam.